# Kanton Sucy-en-Brie
Der Kanton Sucy-en-Brie war von 1985 bis 2015 ein französischer Kanton im Arrondissement Créteil, im Département Val-de-Marne und in der Region Île-de-France; sein Hauptort war Sucy-en-Brie. Er war identisch mit der Stadt Sucy-en-Brie (25.900 Einwohner im Jahr 2012).